# Antocha fortidens
Antocha fortidens är en tvåvingeart som beskrevs av Alexander 1933. Antocha fortidens ingår i släktet Antocha och familjen småharkrankar. Inga underarter finns listade i Catalogue of Life.